# 基督教勵行會

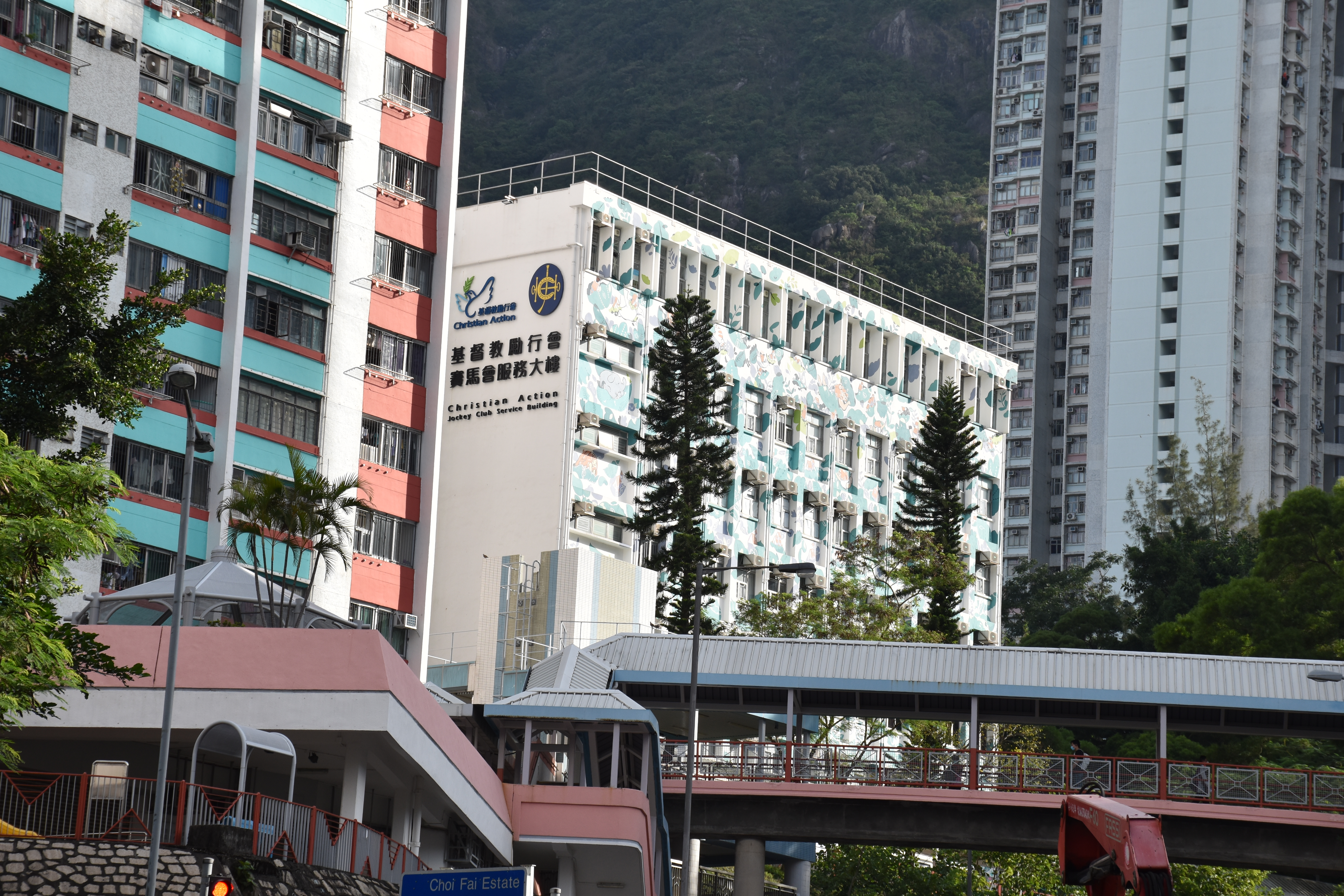
基督教勵行會總辦事處

基督教勵行會（英文：Christian Action）為香港註冊慈善團體（註冊號碼: 161383），成立於1985年。基督教勵行會的前身為香港基督教難民服務處，至1994年才易名。

## 歷史
基督教勵行會的創立由一名德國基督教信義會教士施同福牧師（Rev. Karl Stumpf）開始。早於1950年代他便積極為流落中國大陸及香港地區的無國籍白俄羅斯人，以及湧入香港的中國難民給予安置服務和適應活動。
於越戰結束後，有越來越多的越南難民湧入香港。1985年，當時的勵行會名為香港基督教難民服務處，為支援越南難民的需要，勵行會為這群被迫離開家園的人提供服務，而勵行會亦在1987上半年接管原紅十字會管理之難民營。這項服務維持了逾30年，於1998年至香港越南船民問題解決而結束。
基督教勵行會是首個專為越南難民提供支援的志願團體，提供的服務包括僱用計劃及手工藝班、社區服務（售賣日常生活必需品的商店、食堂、免費理髮服務、應節商品等）、職業訓練、牙科服務、兒童服務及懷孕婦女服務。
香港主權移交後，香港越南船民問題於1998年得到全面解決，大部分船民均獲遣返回越南，亦少部分以難民身分定居海外或成為香港居民。基督教勵行會也為這項歷史任務寫上句號。
目前，基督教勵行會的服務還包括青海扶貧、舉辦展翅計劃課程，以及僱員再培訓課程等。
2019年5月2日，配合特區政府在九龍灣宏照道一帶興建公屋的計劃，總部由九龍灣遷至彩雲邨。及後，新秀大廈總部原址將重建為滙基書院新校舍，預計2027年啟用。

## 宗旨

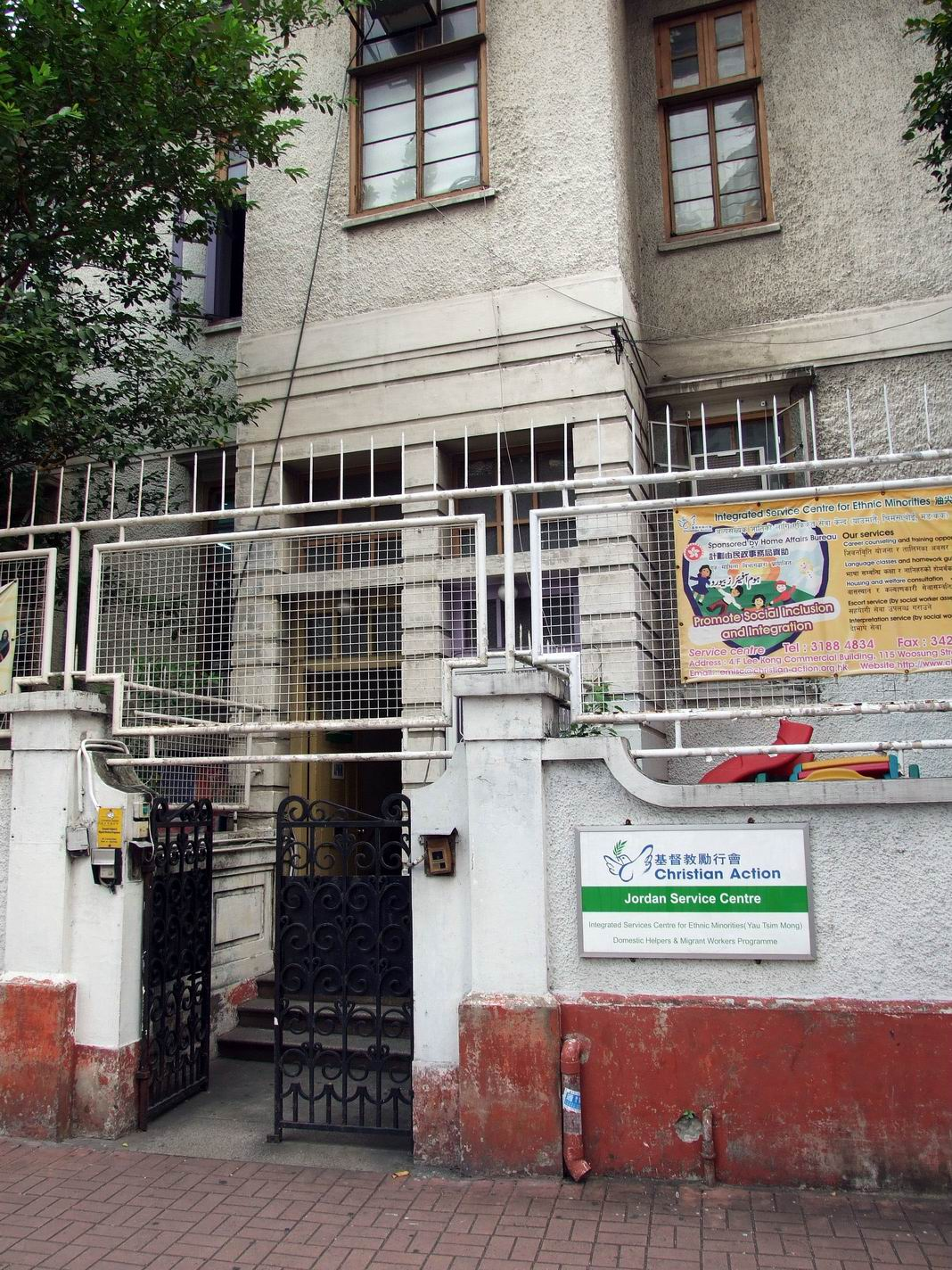
佐敦基督教勵行會外籍傭工輔導中心

基督教勵行會的宗旨為透過教育、職業培訓、康樂、健康、社會服務、文娛以及其他適當的項目為貧困和不幸的人士謀求福利，尤其為社會上的弱勢社群服務，不論其種族、性別、信仰及國籍。

### 服務中心
- 彩雲總辦事處（牛池灣）
- 重慶大廈服務中心（尖沙咀）
- 油尖旺少數族裔綜合服務中心（佐敦）
- 外籍傭工輔導中心（佐敦）
- 基督教勵行會（旺角）服務中心（旺角）
- 土瓜灣暫居中心（土瓜灣）
- 基督教勵行會（藍田）服務中心（藍田）
- 牛頭角暫居中心（牛頭角）
- 基督教勵行會（秀茂坪）服務中心（秀茂坪）
- 荃灣服務中心（荃灣）
- 基督教勵行會（上水）服務中心（彩園邨）
- 基督教勵行會（朗屏）服務中心（朗屏邨）

## 外部連結
- 基督教勵行會主頁 （页面存档备份，存于）
  - 基督教勵行會再培訓課程 （页面存档备份，存于）
  - 基督教勵行會培訓網站（Christian Action Training Services） （页面存档备份，存于）
- 再培訓課程報名辦法 （页面存档备份，存于）
- 李嘉誠基金會：基督教勵行會 「香港精神」

1. ↑  基督教勵行會總部搬遷[永久]